# فيرنون (ويسكونسن)
فيرنون (بالإنجليزية: Vernon, Wisconsin)‏ هي بلدة تقع بولاية ويسكونسن في الولايات المتحدة. تبلغ مساحتها 84.7 (كم²)، وترتفع عن سطح البحر 274 م، بلغ عدد سكانها 7227 نسمة في عام 2000 حسب إحصاء مكتب تعداد الولايات المتحدة وتصل الكثافة السكانية فيها 86.5 نسمة/كم2.

## أعلام
- غلين روبرت ديفيس

## وصلات خارجية
- The US50 - Cities and Towns in Wisconsin State
- Wisconsin Cities and Towns, Facts, Map, Flag, Colleges, Government, and More